# Нижні Вільшани
Нижні Вільша́ни — село в Україні, у Щербанівській сільській громаді Полтавського району Полтавської області. Населення становить 52 особи.

## Географія
Село Нижні Вільшани розташоване за 5 км від річки Ворскла, на відстані 0,5 км від села Сапожине. Село оточене невеликим лісовим масивом. Біля села розташоване заповідне урочище «Вільшане».

## Історія
12 червня 2020 року, відповідно до розпорядження Кабінету Міністрів України № 721-р «Про визначення адміністративних центрів та затвердження територій територіальних громад Полтавської області», село увійшло до складу Щербанівської сільської громади.
19 липня 2020 року, в результаті адміністративно - територіальної реформи та ліквідації Полтавського району(1925-2020), село увійшло до складу новоутвореного Полтавського району.